# Novosiolovca, Taraclia
Novosiolovca este un sat din raionul Taraclia, Republica Moldova.

## Demografie

### Structura etnică
Structura etnică a localității conform recensământului populației din 2004:
| Grup etnic                                               | Populație | % Procentaj  |
| -------------------------------------------------------- | --------- | ------------ |
| Bulgari                                                  | 568       | 44,07%       |
| Găgăuzi                                                  | 281       | 21,80%       |
| Ruși                                                     | 178       | 13,81%       |
| Băștinași declarați Moldoveni Băștinași declarați Români | 153 1     | 11,87% 0,08% |
| Ucraineni                                                | 76        | 5,90%        |
| Țigani                                                   | 19        | 1,47%        |
| Polonezi                                                 | 5         | 0,39%        |
| Alții                                                    | 8         | 0,62%        |
| Total                                                    | 1289      |              |

## Administrație și politică
Componența Consiliului local Novosiolovca (9 consilieri), ales la 5 noiembrie 2023, este următoarea:
|  | Partid                                       | Consilieri | Componență | Componență | Componență | Componență | Componență | Componență | Componență | Componență |
|  | -------------------------------------------- | ---------- | ---------- | ---------- | ---------- | ---------- | ---------- | ---------- | ---------- | ---------- |
|  | Partidul Socialiștilor din Republica Moldova | 8          |            |            |            |            |            |            |            |            |
|  | Partidul Comuniștilor din Republica Moldova  | 1          |            |            |            |            |            |            |            |            |